# Richard Swedberg
Pour les articles homonymes, voir Swedberg.
Richard Swedberg, né le 18 mai 1948, est un sociologue suédois. Depuis 2002, il travaille au département de sociologie de l'université Cornell. Il est spécialiste de sociologie économique.

## Formation
En 1978 il reçoit un doctorat en sociologie au Boston College ; puis en 1970 il a également obtenu un diplôme de droit (juris kandidat) de l'université de Stockholm.

## Recherches
Les deux spécialités de Swedberg sont la théorie sociale et la sociologie économique. 
Ses travaux actuels en théorie sociale portent sur la pratique de la théorisation et sur les manières d'apprendre à théoriser.
Dans le domaine de la sociologie économique, il a contribué à ce champ depuis son renouveau dans les années 1980  (« nouvelle sociologie économique »). Swedberg a largement commenté les travaux de Max Weber et Joseph Schumpeter. Il travaille actuellement sur la crise financière.

## Publications
- The Art of Social Theory, 2014, Princeton University Press
- Theorizing in the Social Sciences: The Context of Discovery, 2014, Stanford University Press
- Economics and Sociology, 1990, Princeton University Press
- Max Weber and the Idea of Economic Sociology, 1998, Princeton University Press
- Tocqueville's Political Economy, 2009, Princeton University Press

### Livres édités
- The Economics and Sociology of Capitalism[2], 1991, 492p.
- Handbook of Economic Sociology (avec Neil Smelser), 1994, 2005, Russell Sage Foundation & Princeton University Press
- Sociology of Economic Life (avec Mark Granovetter), 1992, 2001, 2011, Westview